# 톰 크사버
톰 크사버(독일어: Tom Xaver, 일본어: トムᆞクサヴァ 토무 쿠사바[*], 영어: Tom Ksaver)는 이사야마 하지메의 만화인 《 진격의 거인 》의 등장인물이다. 마레 제국 소속 레벨리오 수용구 내의 위미르의 백성 소속 엘디아인이자 짐승 거인의 전임 소유주이기도 하다. 한때 마레 제국 군사 정부에 과학자로 소속되어 거인 화학의 연구에서 수많은 연구 실적을 쌓았다.
레벨리오 출신의 엘디아인이지만 지속적인 전쟁으로 세계를 정복하는 마레의 제국주의, 싸움이나 투쟁을 싫어했으며 사람의 생명을 손쉽게 앗아가는 그런 잔인한 것보다 학문과 연구에 열정을 쏟는 창조적이고 생산적인 활동이야말로 최고로 의미 있는 일이라 여기며 일평생을 연구에 헌신해 왔다. 취미는 캐치볼로 야구를 좋아하는 것으로 보인다.
지크 예거의 은사이자 스승, 나아가 진정한 부모 격이나 다름 없는 존재. 마레 대륙에 잔존하던 프리츠 왕가의 후사로서 다이나와 그리샤의 혹독한 교육과 방치 속에 시달려 사랑에 깊이 굶주려 있던 지크에게 있어 거대한 의지처이자 안식처였던 사람으로서 몹시 사랑하고 따랐다. 지크가 소중하게 애용하던 안경도 크사퍼가 물려준 귀한 유품이었으며 842년에 수명이 다한 크사버를 계승한 후 12년이 지나 리바이 아커만이 쏜 뇌창에 박살나기까지 자신의 분신이자 보물처럼 써 왔다.

## 정발본의 오역, 정확한 이름 표기
원문의 카타가나 명칭은 'トムㆍクサヴァ'(음차 시: 토무 쿠사바)이다. 원판 명칭의 발음에 최대한 맞게 번역하면, 톰 크사버이다. 진격의 거인 세계관의 모티브가 독일이기 때문에 그 설정에 가장 정확하고 올바른 발음인 톰 크사버로 했다. 아래에 있는 'Xaver'의 독일식 발음 오디오를 들어도 '크사버'로 들린다. 발음 참조. 듣기 (도움말·정보)
나무위키에서는 정식 발매판의 이름인 '톰 쿠사바'로 되어 있지만 이는 카타가나인 'トム クサヴァ'의 성씨를 잘 모르고 오역을 낸 번역가의 잘못이다.
한국판 번역가가 맥락도 못 짚고 실수로 낸 오기를 그대로 문서 제목으로 쓰는 것은 원작자의 권한을 침해한 것과 더불어 이사야마 하지메에 대한 존중이 아니기 때문에 올바르게 쓴 톰 크사버로 정했다.

## 일생

### 790년대 ~ 830년대
톰 크사버는 790년대 ~ 830년대쯤 마레 제국 레벨리오 수용구에서 출생했다. 성인이 돼서 언제부터인지 거인 화학 연구를 시작했으며 마레군 정부 소속의 거인 화학 권위자로서의 커리어를 시작했다. 의사 가문이었던 예거 가문과도 아는 사이였으며 예거 의사의 큰아들인 그리샤 예거와 페이 예거하고도 알고 지낸 이웃 지간이었다.  그리샤와 페이가 비행선을 보려고 뛰쳐나온 그리샤와 페이

## 외형
170cm대 후반으로 추측되는 신장에 수수하고 푸근한 외모에 통통한 체형을 가졌다. 뿔테안경을 낀 과학자였으며 전쟁을 싫어하는 성향과 맞물려져 부드러운 인상을 주는 이미지이다. 같은 이공계 직업인이기도 한 그리샤 예거가 호리호리하고 날카로운 길쭉한 체형을 가진 것과 대비되는 요소이다.

## 이름 오역
정발본에서는 톰 쿠사바로 오역되어 있다. 이는 번역가가 독일식 성씨인 '크사퍼'도 모르고 일본어 표기인 'トム クサヴァ'의 'クサヴァ'를 한국어로 음차해서 벌어진 최대의 실수이다.
엘런 예거, 아르민 알레르토, 유미르, 토마스 와그너, 에르드 진에 이은 번역가들의 착오 때문에 정발본 번역은 크게 비판 받아왔다.